# إنليل نادين أبلي
إنليل نادين أبلي هو ملك خامس سلالة إيسن الثانية وسلالة بابل الرابعة من سنة 1103-1110 وهو ابن الملك نبوخذ نصر الأول الذي خلفه ,وحكم لمدة 3 سنوات وأطيح بحكمه من قبل عمه مردوخ نادين أهي سنة 1100 ق م .

## سيرة
وجدت بعض القطع البرونزية في منطقة لورستان في غرب إيران تتلكم عن هذا الملك وأشارت إلى اسم والده نبوخذ نصر الأول وتشير هذه الآثار إلى سيطرة هذا الملك على تلك المنطقة وبنائه معابد هناك وفي مناطق أخرى خلال فترة حكمه وخلال فترة حكم والده نبوخذ نصر الأول وفي أحد الألواح التي تكلمت عنه كانت مرسومة فيها صور لبعض الحيوانات .